# Бісерці
Бі́серці (болг. Бисерци) — село в Разградській області Болгарії. Входить до складу общини Кубрат.

## Населення
За даними перепису населення 2011 року у селі проживали 1155 осіб.
Національний склад населення села:
| Національність   | Кількість осіб | Відсоток |
| ---------------- | -------------- | -------- |
| турки            | 1086           | 95,3%    |
| болгари          | 46             | 4,0%     |
| цигани           | 0              | 0%       |
| інша             | 0              | 0%       |
| не визначились   | 7              | 0,6%     |
| Всього відповіли | 1139           |          |

Розподіл населення за віком у 2011 році:
Динаміка населення: